# Landespressekonferenz Niedersachsen
Die Landespressekonferenz Niedersachsen (LPK) ist ein unabhängiger Verein hauptberuflich tätiger Journalisten, die über das Land Niedersachsen und insbesondere über die Landespolitik berichten. Die Mitglieder kommen regelmäßig in Hannover zu einer Pressekonferenz zusammen, bei der sie von Vertretern der Niedersächsischen Landesregierung über aktuelle landespolitische Themen informiert werden. Die 1947 als Arbeitsgemeinschaft gegründete Vereinigung war die erste Landespressekonferenz im Nachkriegsdeutschland.

## Beschreibung
Die routinemäßigen Pressekonferenzen finden wöchentlich am Mittwoch und Freitag jeweils um 10.30 Uhr in Räumen des Niedersächsischen Landtages statt. Bei wichtigen und umfassenden Themen findet im Anschluss eine weitere Pressekonferenz statt. Darüber hinaus wird bei Bedarf eine Kabinettspressekonferenz durchgeführt, bei der die Landesregierung über besondere Beschlüsse des Kabinetts informiert.
Mitglied der Landespressekonferenz Niedersachsen können Journalisten werden, die regional selbstständige Zeitungen, politische Zeitschriften, Nachrichtenagenturen sowie Rundfunk- und Fernsehanstalten vertreten. Darüber hinaus ist gefordert, dass sie regelmäßig aus Hannover und überwiegend zur Landespolitik berichtet. Heute (Stand 2023) gehören der Landespressekonferenz etwa 100 Mitglieder an. Rund 100 weitere Personen sind als Ständige Teilnehmer vertreten.
Seit den 1960er Jahren unternimmt die Landespressekonferenz Niedersachsen zusätzlich zu den journalistischen Aktivitäten Pressefahrten, um sich beispielsweise zur Wirtschaft- und Landwirtschaftspolitik im Flächenland Niedersachsen zu informieren. Anfangs fanden sie monatlich bis zu zweimal statt, waren mehrtägig und führten auch in andere Bundesländer sowie ins Ausland.

## Geschichte
In der Zeit des Nationalsozialismus war mit der Machtergreifung 1933 die Pressefreiheit von den Nationalsozialisten abgeschafft worden. Nach dem Zweiten Weltkrieg kam dem Pressechef der Niedersächsischen Landesregierung Walter Zechlin der Gedanke, analog zum 1914 gegründeten Vereins Pressekonferenz in Berlin eine Institution für Journalisten zu schaffen. Zechlin war 1933 als Reichspressechef der Weimarer Republik von den Nationalsozialisten entlassen worden.
Gegründet wurde die Landespressekonferenz Niedersachsen im Frühjahr 1947 von einem Dutzend Journalisten aus Hannover unter der Bezeichnung Pressekonferenz Niedersachsen, wobei das genaue Gründungsdatum nicht bekannt ist. Protokolle aus der Anfangszeit sind nicht überliefert, da es in der Nachkriegszeit an Schreibmaterialien und Papier mangelte. Überliefert ist die erste Satzung der Vereinigung vom 24. Juli 1947. Seit der Gründung 1947 stieg die Mitgliederzahl kontinuierlich an und erreichte 1989 mit 111 Angehörigen ihren Höhepunkt. Ende der 1950er Jahre waren es etwa 30 Mitglieder. 1970 gehörten 51 Mitglieder der Vereinigung an. 1985 waren es 98 Mitglieder.

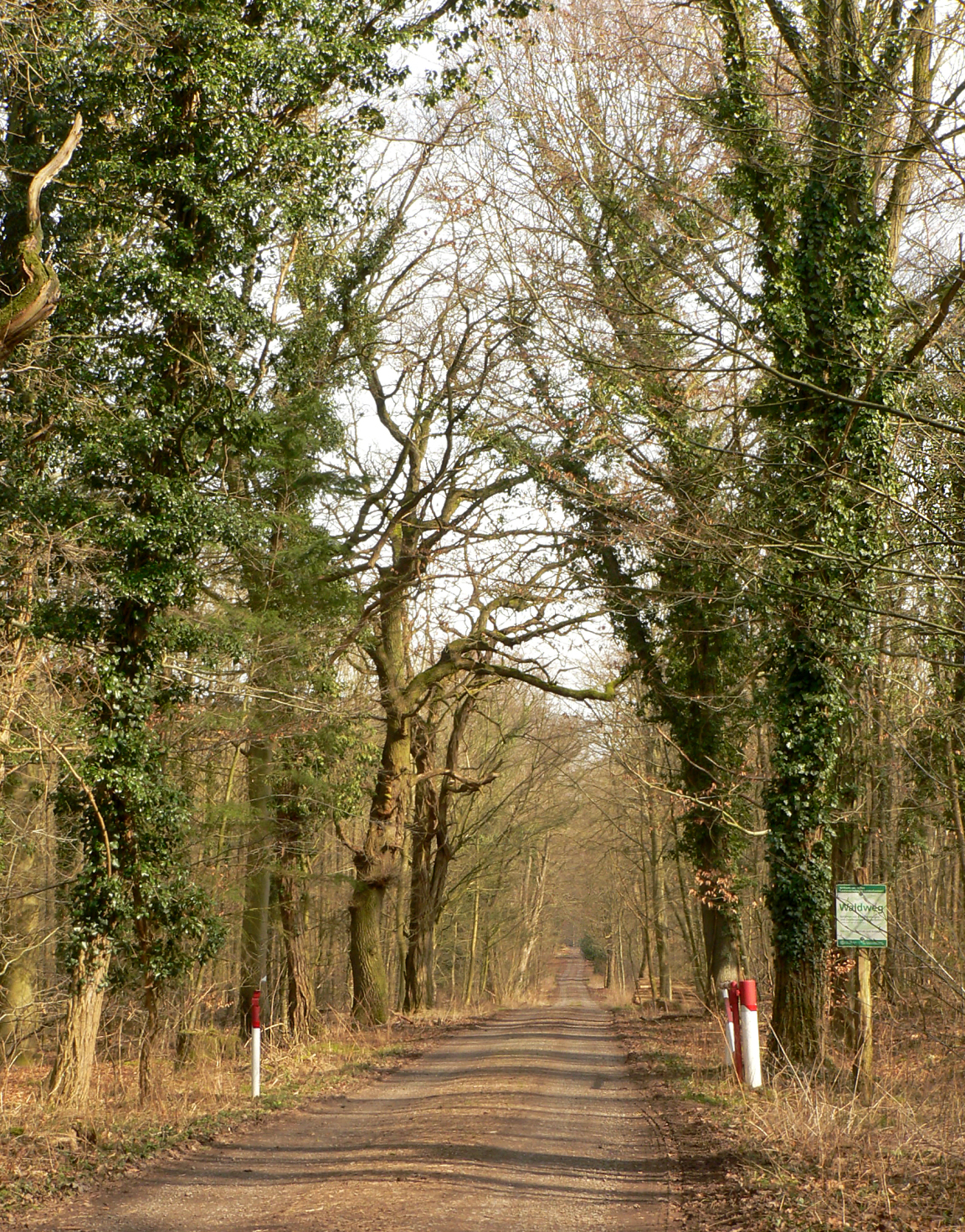
Einige der 100 im Jahr 1974 gepflanzten Eichen im Grinderwald, 2022

1974 pflanzte die Vereinigung im Grinderwald  bei Nienburg/Weser an der Fünfwege-Kreuzung Kleiner Stern mit 100 Eichen eine Allee der Landespressekonferenz Niedersachsen. Dies geschah als Teil der Wiederaufforstung in dem Waldgebiet nach dem verheerenden Orkan Quimburga von 1972.
1991 wurde die Vereinigung in die Rechtsform eines eingetragenen Vereins umgewandelt, da rechtliche und haftungsrechtliche Gründe dies notwendig machten.
Die Landespressekonferenz Niedersachsen tagte von 1947 bis 1967 in einer Villa in der Hohenzollernstraße, in der die Niedersächsische Staatskanzlei ihren Sitz hatte. Anschließend trat sie für drei Jahre am neuen Sitz der Staatskanzlei in der Planckstraße zusammen. Seit 1970 tagt sie im Hauptgebäude des Niedersächsischen Landtags. Ausgenommen davon ist ein zeitweiliger Sitz im Georg-von-Cölln-Haus, was eine kurze Phase im Jahr 1986 und den Zeitraum des Umbaus des Plenarsaalgebäudes des Niedersächsischen Landtags von 2014 bis 2017 betraf.

## Vorsitzende
Die Vorsitzenden der Landespressekonferenz Niedersachsen werden von den Mitgliedern für zwei Jahre gewählt.
| - 1947: Fritz Sänger - 1949: Willy Lanzke - 1954: Karl Höpfener - 1957: Günter Pipke - 1965: Rolf Seufert - 1968: Günter Pipke - 1971: Rolf Zick - 1988: Detlef Sprickmann-Kerkerinck | - 1989: Rolf Zick - 1990: Ivo Frenzel - 1991: Christian Sier - 1996: Klaus von der Brelie - 2001: Thorsten Hapke - 2019: Peter Mlodoch - 2023: Martina Thorausch - seit 2025: Niklas Kleinwächter |